# Petaurus breviceps
El petauro del azúcar (Petaurus breviceps) es una especie de marsupial diprotodonto de la familia Petauridae que habita en Australia y en islas del Indo-Pacífico. Son animales nocturnos y de costumbres arborícolas.

## Descripción
Biología
| Frecuencia cardiaca     | 200 – 300 pulsaciones por minuto |
| Frecuencia respiratoria | 16 – 40 respiraciones por minuto |
| Temperatura corporal    | 36,5 Cº |
| Peso adultos            | Machos: 100 – 160 gramos, Hembras: 80 -130 gramos |
| Temperatura ambiental   | 24 – 27 Cº |
| Longevidad              | 10 – 12 años |
| Vida social             | Los petauros del azúcar son animales muy sociales: duermen juntos, se acicalan y se dan cariño en familia, por lo que no están hechos para vivir solos. |
| Actividad               | Nocturnos, con mucha energía. |

La madurez sexual del petauro del azúcar se produce en la hembra de 8 a 12 meses y en el macho de 4 a 12 meses.
Un petauro del azúcar adulto mide entre 14 y 19 cm desde la punta del hocico a la base de la cola, la cual a su vez es tan larga como el cuerpo. Los machos suelen ser algo más grandes y pesados que las hembras (100-160 g para los machos y 80-130 g para las hembras). Su longevidad es de 10/12 años.
Es un animal superficialmente similar a las ardillas voladoras. Tienen cabezas cortas con hocicos puntiagudos de color rosa, con grandes ojos y orejas. Su cola es casi tan larga como el cuerpo y esta cubierta por abundante pelo. Pueden mover la cola a voluntad, es decir, es prensil, pero no pueden sostener su propio peso con ella como algunas especies de zarigüeya o monos. Poseen una membrana a cada lado del cuerpo que va desde el quinto dedo de la mano hasta el pulgar del pie, que se denomina patagio. Esta membrana permite a los petauros efectuar vuelos planeados de hasta 55 m de una rama de un árbol a otra (aunque esto nunca se ha demostrado y se sospecha que es una exageración), valiéndose de la cola como timón. Los petauros del azúcar también cuentan con pulgares oponibles. En las patas posteriores poseen dos dedos involucionados que no usan, utilizando los tres restantes como las patas de un loro para agarrarse a las ramas.
Coloración
Es básicamente de color gris en su mayor parte del cuerpo, barriga de color crema, y desde la frente hasta la base de la cola, con una franja gris oscura que recorre todo su cuerpo. Su pelaje es muy suave lo que les ayuda a mantener el equilibrio mientras planean, sus orejas son grandes y sin pelo, los ojos son grandes y orientados a cada lado de la cabeza, para obtener un campo de visión más amplio y ver correctamente en la profunda oscuridad ya que es un marsupial nocturno.
Existen otras mutaciones de color, como White face (cara blanca), Leucistico, Platinum, Lion, Black Beauty, Mosaico, albino, creamino, etc.
El color de los petauros salvajes es de color marrón debido a que se impregna con los restos de savia de los árboles y plantas en el interior de cuyos troncos duerme. Cuando se los mantiene en cautividad recuperan su color gris original al mudar. Sin embargo, algunos petauros en cautividad presentan el color marrón debido a la presencia en su jaula de refugios o troncos de madera.
Cuentan con dos glándulas que se encargan de producir una sustancia con la que el macho dominante del grupo marca su territorio, objetos y miembros del grupo. Una de ellas está situada en la parte superior de la cabeza, y la otra en la región ventral del cuello, tras la barbilla.
Los machos son algo más grandes que las hembras y más propensos al sobrepeso en cautividad. Además la glándula marcadora de los machos que se sitúa en la parte superior de la cabeza, en la zona frontal, va acompañada de una zona carente de pelo en aquellos ejemplares sexualmente maduros, mientras que las hembras y los individuos inmaduros tienen esta región cubierta de pelo. Las hembras tienen marsupio (bolsa).
Su fórmula dentaria es la siguiente: 3/2, 1/0, 3/3, 4/4 = 40.

## Distribución
Se encuentra en el norte y este de Australia, en la isla de Nueva Guinea e islas adyacentes (incluyendo Nueva Bretaña), y en las islas Molucas (Indonesia), así como en Tasmania, donde ha sido introducido.

## Comportamiento
En la naturaleza viven en clanes de 6 a 10 miembros, son nocturnos y duermen durante el día en los huecos de los árboles o nidos formados por la vegetación. 
Es un animal que emite sonidos, chasquidos y en momentos puede ladrar. 

### Alimentación
Su dieta es omnívora, alimentándose de la savia de ramas y del néctar de flores, así como de arañas, polillas, coleópteros y larvas de insectos. Además, es capaz de cazar aves  y mamíferos de pequeño tamaño.
En cautividad si no les proporcionas una dieta equilibrada, pueden sufrir graves deficiencias de calcio y otras enfermedades derivadas de una malnutrición, como por ejemplo la temida parálisis por descalcificación de las patas traseras.
En la naturaleza son unos pequeños cazadores oportunistas y sin problemas sacian sus necesidades proteicas tanto de insectos como de pequeños mamíferos: lagartijas, pequeños roedores, crías de pájaros, huevos, todo tipo de insectos, etc. Se alimentan de muchos otros alimentos cuando están disponibles, como néctar de flores, semillas y goma de acacia, huevos de aves, polen, hongos y frutas silvestres.
Los petauros del azúcar son omnívoros por naturaleza y en función de la época del año, su dieta está adaptada a las estaciones en la que ingieren una gran variedad de alimentos en su dieta.

### Reproducción
Los petauros en cautividad pueden criar múltiples veces a lo largo del año.
Gestación: 15 a 17 días (0,2 gr) se desplazará hasta la bolsa marsupial tras un camino de saliva que le realizara su madre para su posterior desarrollo.
Es prácticamente imperceptible saber si la hembra está embarazada hasta que la cría ha escalado hasta el marsupio y comienza a crecer y formar protuberancias en la bolsa marsupial.
Una vez en la bolsa marsupial, la cría adhiere el pezón de 60 a 70 días.
La cría de petauro ira saliendo del marsupio gradualmente, hasta que cae de él por completo, entonces es cuando la cría sale al exterior con los ojos cerrados y sin pelo, los ojos los tardará en abrir de 12 a 14 días, en este transcurso de tiempo la cría de petauro del azúcar empezará a madurar.
Se necesita un mínimo de dos meses hasta que la cría esté totalmente destetada.
La hembra puede volver a quedarse embarazada mientras las crías están en el marsupio, y pausar el embarazo hasta que haya espacio en él.

## Subespecies
Se reconocen las siguientes subespecies:
- Petaurus breviceps ariel
- Petaurus breviceps biacensis
- Petaurus breviceps breviceps
- Petaurus breviceps flavidus
- Petaurus breviceps longicaudatus
- Petaurus breviceps papuanus
- Petaurus breviceps tafa